# Friedrich Bernhard Werner
Friedrich Bernhard Werner (* 28. Januar 1690 in Kamenz in Niederschlesien, andere Quellen nennen als Geburtsort Frankenstein bzw. Reichenau (Ortsteil von Kamenz); † 20. April 1776 in Breslau) war ein deutscher Ansichtenzeichner und -stecher.

## Leben

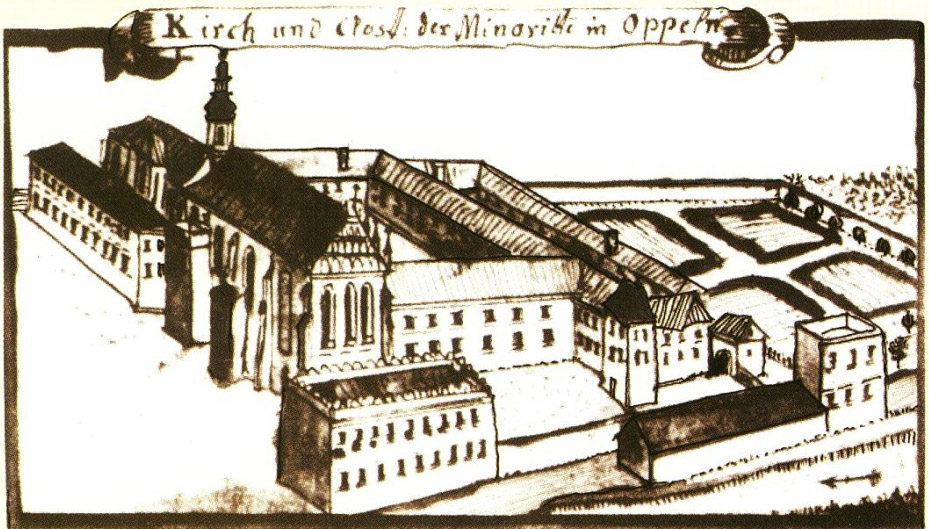
Werner’sche Zeichnung der Franziskaner-Kirche mit Klosteranlage in Oppeln, Schlesien, im Jahr 1764

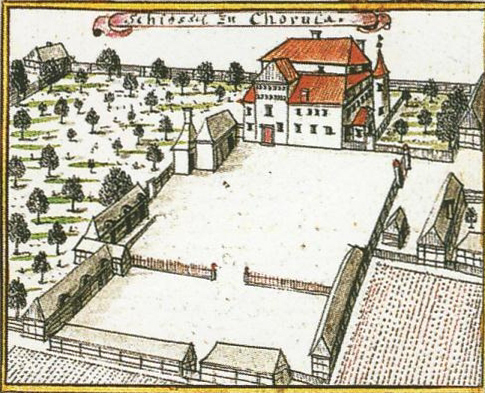
Werner’sche Zeichnung des Gutes Chorula bei Gogolin, Schlesien

Aus kleinen Verhältnissen stammend, besuchte Werner zunächst das Jesuitengymnasium zu Neisse, ging dann schon in jungen Jahren auf Wanderschaft und führte ein so abenteuerliches Leben als Soldat, Quacksalber, Übersetzer, Schreiber und Maschinendirektor eines Theaters, dass er sich selbst als einen „schlesischen Robinson“ bezeichnete. Auf seinen Reisen ließ er sich „in der Ingenieurkunst informieren“, um „bei Vermerkung meines natürlichen Triebs zur Zeichnung“ seine Fähigkeiten im Zeichnen zu verbessern.
Am 18. Oktober 1718 heiratete er Maria Eleonora Frantz aus Frankenstein.
Als ihm 1720 die Augsburger Kunstverleger (Jeremias Wolffs Erben) die Möglichkeit boten, Vorzeichnungen für Stadtansichten anzufertigen, erwanderte und bereiste er große Teile Europas und fertigte von zahlreichen größeren Städten mit viel Erfolg für ihre Kupferstichproduktion als ein „vollkommen Scenographus“ die Vorlagen an. Er war eine Zeitlang auch Festungskondukteur in Stade und 1729 Werber von Arbeitern für eine holländische Porzellanmanufaktur, die er in Bremen sammeln ließ. Hier fertigte er 1729 einen Kupferstich als Vogelschauzeichnung der Bremer Stadtansicht. Er bereiste danach weiterhin Europa und war seit 1739 an verschiedenen Fürstenhäusern als Geometer und als Ingenieur tätig. 1744 wurde ihm von Friedrich dem Großen der Titel Königlich Preussischer Scenographicus verliehen.
Werner wurde dann 1746 in Breslau als Hofgeometer und Königlicher Scenographus heimisch und lebt hier bis zu seinem Tod.

## Werke

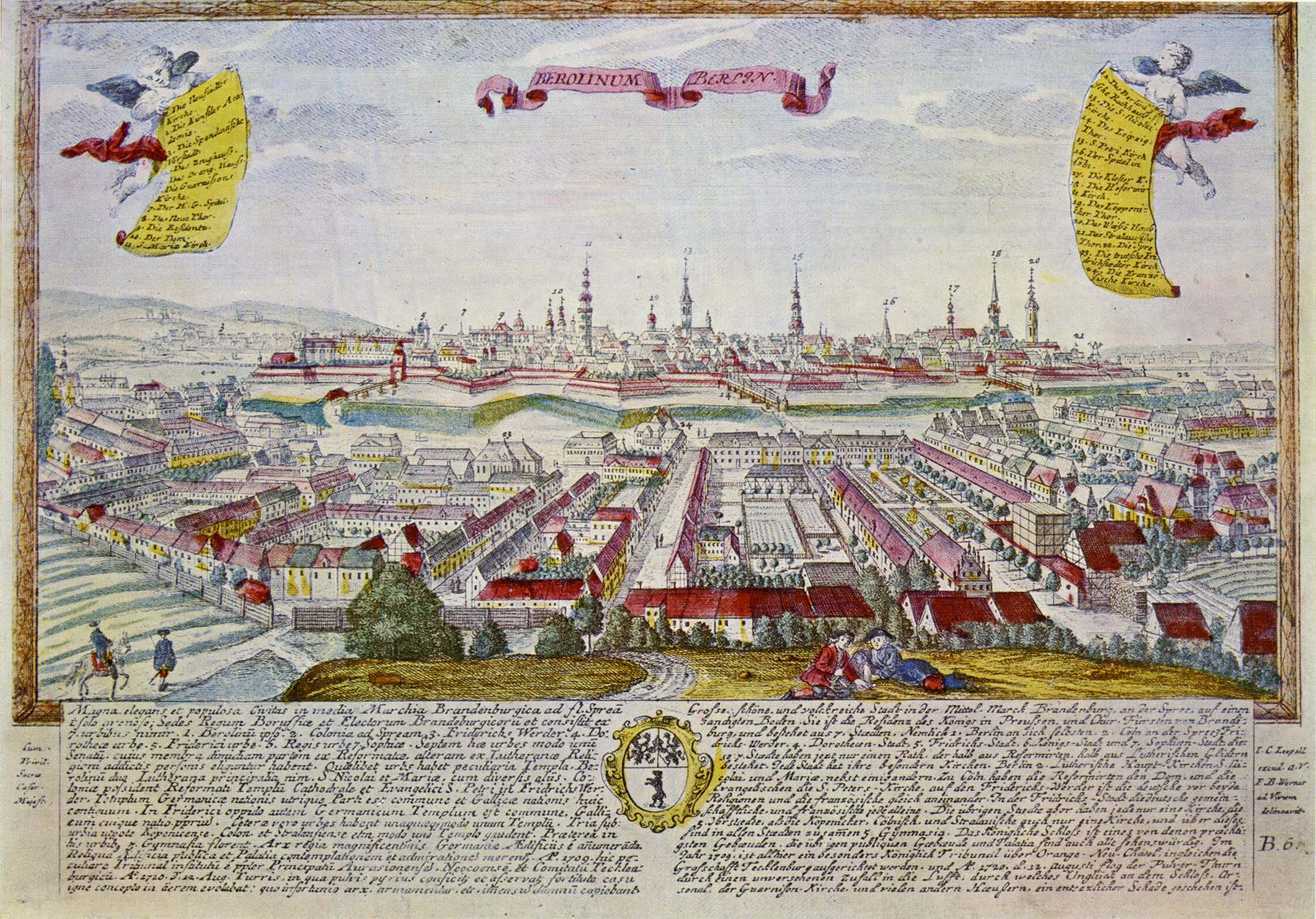
Kolorierter Kupferstich Berlin von Johann Christian Leopold nach Werner, um 1730

Für die historische Hausforschung, die Denkmalpflege, die Kunst- und Geschichtswissenschaft sind seine Zeichnungen der schlesischen Friedenskirchen, Gnadenkirchen und Bethäuser (1748–1752, Nachdruck 1989) und seine fünfbändige Topographie des Herzogtums Schlesien mit etwa 3000 Manuskriptseiten und mehr als 1400 farbig lavierten Tuschzeichnungen, die er häufig „in locu tenens“ anfertigte, von allergrößtem Interesse.
Von Werner sind Hunderte Stadtansichten bekannt, die von ihm gezeichnet und von mehreren Stechern auf Kupferplatten übertragen wurden, etwa von Johann Christian Leopold. Die Ansichten waren auch Vorlagen für andere Künstler.
- Perspectivische Vorstellung derer von Sr. Königl. Majest. in Preußen, als Obersten Herzog in Schlesien, allergnädigst concedirten Beth-Häuser A.C.
 Teil I bis V (1748–1752)
- Silesia in Compendio seu Topographia das ist Praesentatio und Beschreibung des Herzogthums Schlesiens […]
  - Pars I (Digitalisat)
  - Pars II (Digitalisat)
  - Pars III (Digitalisat)
  - Pars IV (Digitalisat)
  - Pars V (Digitalisat)
- Topographia seu prodromus principatus Silesiae […] (sogenanntes „Neustädter Exemplar“)
 Band 1: Oberschlesien (Teschen, Ratibor, Oppeln, Troppau, Jägerndorf, Neisse, Pless, Oberbeuthen, Loslau, Friedeck, Oderberg, Bielitz) (Digitalisat)
 Band 3: Münsterberg-Frankenstein, Schweidnitz, freie Standesherrschaften (Digitalisat)
 Band 4: Liegnitz, Brieg, Wohlau (Digitalisat)
 Band 5: Glogau, Beuthen, Sagan, Schwiebus, Hirschberg (Digitalisat)
- Scenographia Urbium Silesiae. Homann Erben, Nürnberg 1738 (Digitalisat)

Vermutlich zwischen 1758 und 1765 verfasste Werner eine Autobiografie, die ungedruckt blieb und erst 1921 gedruckt wurde. Sie ging 1945 im Original verloren.